# Mriàssovo
Mriàssovo (en rus: Мрясово) és un poble de l'óblast d'Orenburg, a Rússia, segons el cens del 2010 tenia 299 habitants, pertany al municipi de Kuvai.